# Salacia rivularis
Salacia rivularis är en benvedsväxtart som beskrevs av J. Louis och Rudolf Wilczek. Salacia rivularis ingår i släktet Salacia och familjen Celastraceae. Inga underarter finns listade.